# Bruno Dreossi
Bruno Dreossi né le 11 juillet 1964 à Monfalcone, est un kayakiste italien pratiquant la course en ligne.Il commencer le canoë kayak en 1976

## Palmarès

### Jeux olympiques de canoë-kayak course en ligne
- 1992 à Barcelone,  Espagne
  -  Médaille de bronze en K-2 500 m avec Antonio Rossi[1].

### championnat du monde
- 1991

argent à Paris